# 診断細胞診
診断細胞診(しんだんさいぼうしん diagnostic cytology)は病変部の病理診断を目的とする細胞診断である。診断的細胞診。
診断細胞診は検診等で行われ病変の検出を目的とするスクリーニング細胞診と対比される。施設によって異なるが診断細胞診はスクリーニング細胞診のおおよそ10%程度である。
- 診断細胞診が術前の確定診断となる場合がある。たとえば膵がん・胆道がんでは膵液や胆汁中にがん細胞が検出されることが病理診断となる。しかし消化液中の細胞であり、消化を受けて良性細胞と腫瘍細胞の区別が難しいことがある。

## 診断細胞診の分類
細胞診検体の採取は比較的容易であるため、病変部の病理診断を目的にさまざまな方法を用いて行われる。

### 穿刺吸引細胞診
病変部を針で刺して吸引した細胞診検体について病理診断を行う。ABC(aspiration biopsy cytology)ともいう。乳がん、甲状腺がん等では頻繁に行われている。細胞が採れないことがありこれは検体不適正(10%程度とされる)に分類される。

### 擦過細胞診
内視鏡等で病変部をブラシ等で擦り取った細胞診検体について病理診断を行う。気管支鏡を用いて肺がんを診断するときなどにも用いられる。

### 捺印細胞診
手術で採取された病変部組織をスライドガラスにスタンプ(捺印)する。悪性リンパ腫の診断では切除されたリンパ節の断面をスタンプした標本がしばしば利用される。

### 術中採取腹水等細胞診
胃がん・大腸がん・卵巣がん等の手術中に採取された腹水の細胞診断。術中腹水細胞診が陽性であるとは腹膜転移ありと同等である。

## 診断細胞診の問題
- 細胞診検体の採取は比較的容易であるが、確実に病変部が採れていなかったり細胞に挫滅が加わったりして再検査になる可能性がある。
- 臨床医によっては細胞診断と病理組織診断を区別しない考え方もあり、細胞診断の結果を病変部の最終診断または確定診断と説明することがある。診断細胞診と手術材料病理診断の結果に乖離がある場合がまれではあるがありうる。
- 良性悪性境界病変など病変の特性によっては細胞診で病理診断ができないことがある。
- 乳がんや甲状腺がんなど一部臓器を除くと、検体不適正(細胞診標本上に目的とする細胞が載っていない場合や病変部細胞に挫滅が加わっていて診断できない場合等)の記述方式が臨床医と病理医の間で確立されていないことがある。
- 検査所で行う細胞診では細胞量が充分でないとき判定不能の結果を出せない。判定不能について医療機関に細胞診の診療報酬が支払われないことがあるためという。
- 米国臨床病理医協会(CAP,College of American Pathologists)ではnon-gynecological cytologyは全件について病理医が診断する規格になっている。検査技師の裁量で病変判定を報告している場合はCAP認証を得ることができない。非婦人科細胞診は病変判断であり医行為であるから医師が行うものであると考えられている。
- たとえば乳腺穿刺吸引細胞診で陰性やClassⅠ,Ⅱの結果は、患者にとっては乳腺のしこりが良性であることの診断にほかならない。日本では細胞診検査が検体検査として分類されていたため、ClassⅠ,Ⅱまたは陰性は細胞検査士の裁量で臨床医に報告する施設が多く、この場合の病変判断は臨床医が行っていることになる。